# Priorat (Genainville)

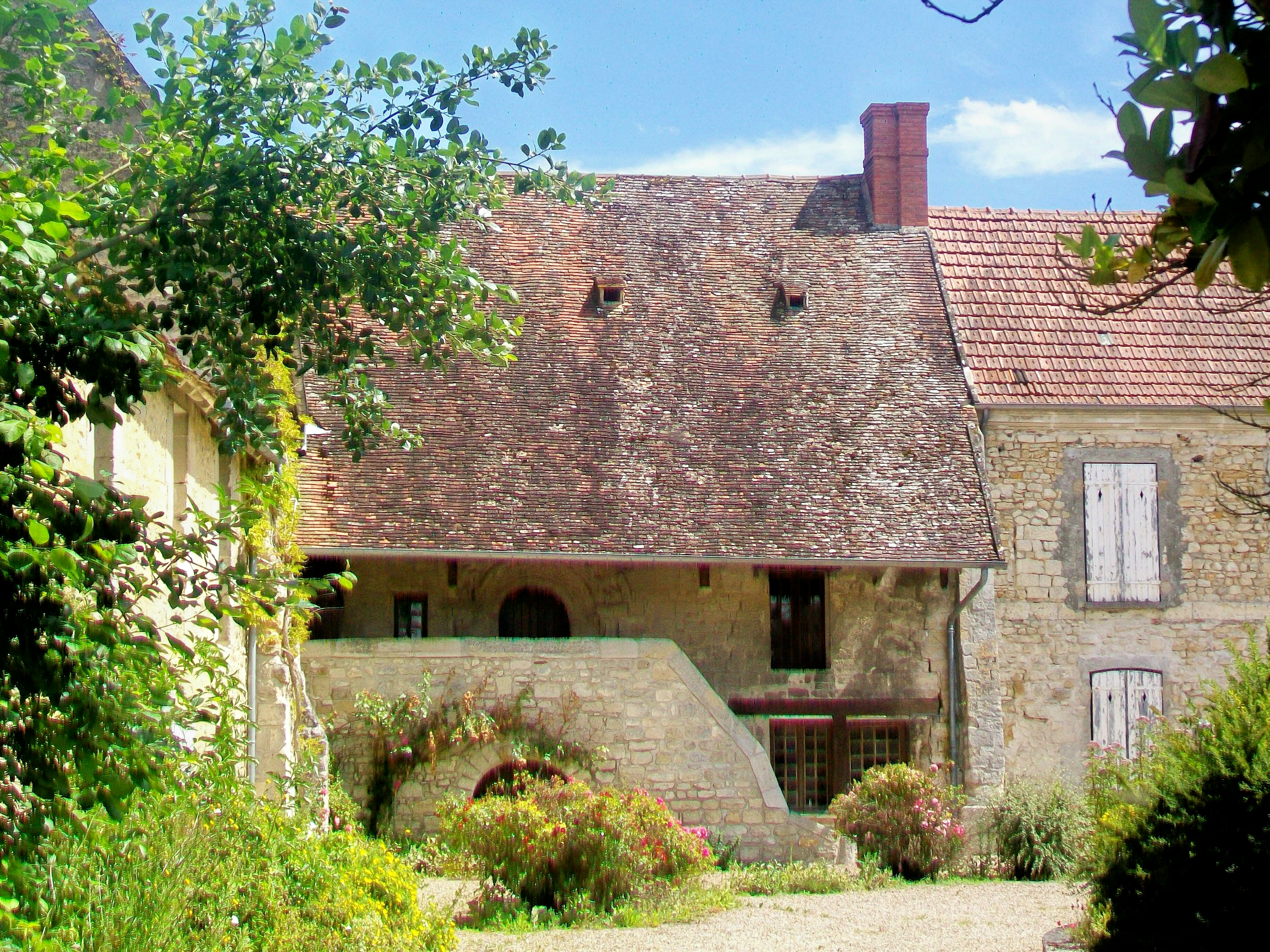
Priorat in Genainville

Das Priorat in Genainville, einer französischen Gemeinde im Département Val-d’Oise in der Region Île-de-France, wurde im 13. Jahrhundert errichtet. Das ehemalige Priorat an der Place de l’Église ist seit 1926 als Monument historique geschützt.
Das Ensemble mit landwirtschaftlichen Gebäuden wurde im 18. Jahrhundert umgebaut. Während der Französischen Revolution wurde das Priorat aufgehoben und die Gebäude vom Staat eingezogen und später an Privatpersonen verkauft.